# Мызникова, Людмила Николаевна
Людмила Николаевна Мызникова, в замужестве Белинская (укр. Людмила Миколаївна Мизнікова, род. 14 ноября 1940, Москва) — советская и украинская актриса театра и кино.

## Биография
Родилась 14 ноября 1940 года в семье военнослужащего. Училась в 4-й киевской женской школе. В 1959 году окончила актёрскую студию при Киевском украинском драматическом театре им. Ивана Франко (1959, класс Натальи Ужвий и Полины Нятко). Окончила филологический факультет Киевского государственного университета им. Тараса Шевченко.
В коридоре киевской киностудии, где она проходила пробы у представителей «Беларусьфильма», она познакомились с Александром Роу, который пригласил её на роль Оксаны в фильм «Вечера на хуторе близ Диканьки». После успеха «Диканьки», ей поступали различные кинопредложения, но она отказывалась. В дальнейшем работала в Киевском театре юного зрителя, где сыграла несколько памятных театральных сезонов. В 1960-е года училась на вечернем отделении филологического факультета Киевского университета им. Тараса Шевченко.
В середине 1960-х на встрече Нового года познакомилась с Олегом Белинским. Вскоре они поженились и у них родился сын. Сменила фамилию на «Белинская» и под ней же фигурирует во всех последующих фильмах и театральных постановках.
Впоследствии Мызникова работала в театральном музее на территории Киево-Печерской лавры. В конце 1980-х — начале 90-х — как раз на подъёме украинской национальной идеи — организовали вместе с мужем фольклорный театр, с которым объездили разные регионы Украины. Создавали спектакли, в основе которых — народное творчество. В настоящее время работает в киевском театре «Мистериум».

### Фильмография
| Год  |     | Название                                                 | Роль                                  |
| ---- | --- | -------------------------------------------------------- | ------------------------------------- |
| 1958 | ф   | Гроза над полями                                         | панянка (нет в титрах)                |
| 1961 | ф   | Вечера на хуторе близ Диканьки                           | Оксана, дочь Чуба                     |
| 1962 | кор | Когда идёт снег…                                         | Снегурочка                            |
| 1970 | ф   | Два дня чудес                                            | Лидия Петровна, мама Гриши            |
| 1984 | ф   | Благие намерения                                         | эпизод (в титрах - Л.Белинская)       |
| 2006 | с   | Возвращение Мухтара-3 («Необыкновенный кросс», 95 серия) | понятая                               |
| 2008 | с   | Возвращение Мухтара-4 («Призрак повара», 79 серия)       | соседка                               |
| 2008 | ф   | Дорогие дети                                             | эпизод (в титрах - Людмила Белинская) |
| 2009 | с   | Возвращение Мухтара-5 («Музейные ценности», 21 серия)    | Петровна                              |
| 2011 | с   | Возвращение Мухтара-7 («Экслибрис», 19 серия)            | пенсионерка                           |